# Amauromyza albidohalterata
Amauromyza albidohalterata är en tvåvingeart som först beskrevs av Malloch 1916.  Amauromyza albidohalterata ingår i släktet Amauromyza och familjen minerarflugor. Inga underarter finns listade i Catalogue of Life.